# Ранну (волость)
Ра́нну (ест. Rannu vald) — колишня волость в Естонії, до адміністративної реформи 2017 року одиниця самоврядування в повіті Тартумаа.

## Географічні дані
Площа волості — 158,1 км2, чисельність населення на 1 січня 2017 року становила 1521 особу.

## Населені пункти
Адміністративний центр — село Валлапалу.
На території волості розташовувалися:
2 селища (alevik): Курекюла (Kureküla), Ранну (Rannu).
17 сіл (küla):
Валлапалу (Vallapalu), Вегенді (Vehendi), Вереві (Verevi), Вяйке-Ракке (Väike-Rakke), Ерву (Ervu), Каарліярве (Kaarlijärve), Кіпасту (Kipastu), Коопсі (Koopsi), Куллі (Kulli), Нееміскюла (Neemisküla), Ноорма (Noorma), Паю (Paju), Санґла (Sangla), Сууре-Ракке (Suure-Rakke), Тамме (Tamme), Утуколґа (Utukolga), Ярвекюла (Järveküla).

## Історія
11 липня 1991 року Раннуська сільська рада була перетворена у волость зі статусом самоврядування.